# Myriocladus grandifolius
Myriocladus grandifolius är en gräsart som beskrevs av Jason Richard Swallen. Myriocladus grandifolius ingår i släktet Myriocladus och familjen gräs. Inga underarter finns listade i Catalogue of Life.